# Datsun 520
Der Datsun 520 war ein Pick-up, der von Nissan in Japan von 1966 bis 1972 hergestellt wurde. Er war der Nachfolger des Datsun 320.
Motorisiert war der Wagen mit einem Vierzylinder-Reihenmotor mit 1299 cm³ Hubraum, der eine Leistung von 67 bhp (49 kW) erreichte und den Wagen auf 125 km/h beschleunigen konnte. Die Motorleistung wurde über ein lenkradgeschaltetes Vierganggetriebe an die Hinterachse übertragen.
Ab 1968 wurde ihm der um 55 mm längere Datsun 521 zur Seite gestellt, der mit der gleichen Motorisierung erhältlich war. Darüber hinaus gab es Motoren mit 1483 cm³ und 1595 cm³ Hubraum, die 77 bhp (57 kW), bzw. 96 bhp (71 kW) leisteten.
Ab 1972 ersetzte ihn der modernere Datsun 620.

## Quelle
- Fahrzeugdaten bei Earlydatsun.com (englisch)